# 살아있는 행성 이고
이고(영어: Ego the Living Planet)는 마블 코믹스의 캐릭터로, '살아있는 행성'이라는 별명을 가진 인격이 있는 거대 행성이다. 1966년 9월 《토르》 132호에 처음 등장했고, 스탠 리와 잭 커비가 공동 창작하였다. 영화 《가디언즈 오브 갤럭시 2》(2017)에서는 커트 러셀이 연기한다.

## 담당 배우

### 영화
- 가디언즈 오브 갤럭시 2(2017) - 커트 러셀

## 담당 성우

### TV 애니메이션
- 판타스틱 포(1994) - 케이 E. 큐터
- 실버 서퍼(1998) - 로이 루이스
- 헐크와 스매쉬 요원들(2013) - 케빈 마이클 리처드슨

## 같이 보기
- 볼츠만 두뇌